# Ludovico Perini
Ludovico Perini (Verona, 7 marzo 1685 – Verona, 20 febbraio 1731) è stato un ingegnere e architetto italiano.
Nacque nella parrocchia di San Procolo da Domenico e da Dorotea Simeoni. Rimasto orfano di padre fin dall'infanzia dovette far fronte a notevoli difficoltà durante la sua adolescenza ma, nonostante ciò, riuscì a compiere studi letterari e diventare avvocato. Contemporaneamente studiò disegno, geometria, matematica e apprese la prospettiva da Domenico Rossetti: grazie a ciò poté essere nominato "perito pubblico del Magistrato de' beni comunali". Sotto la guida di Benedetto Civran studiò architettura approfondendo in particolare l'opera del celebre architetto veronese Michele Sanmicheli. Il 1707 fu l'anno in cui decise di cambiare professione.
Tra le sue prime opere vi sono la cappella nel chiostro delle monache di San Daniele di Verona e l’Oratorio dei conti Da Persico ad Affi. Tra il 1708 e il 1727 si occupò di molteplici progetti. Nel 1718 ricevette l'incarico per il progetto della Fiera di Muro in Campo Marzio, forse la sua opera più importante. Fra il 1719 e il 1720 si occupò di progettare alcuni altari come quello per la famiglia Pellegrini nella basilica di Santa Anastasia e quello Giovan Francesco Campagna nella chiesa di Sant'Eufemia.
Nel 1725 iniziò a progettare la ricostruzione della Biblioteca capitolare e l'anno successivo il suo disegno venne approvato all’unanimità anche se poi, nel 1728, venne in parte modificato dal vescovo Francesco Trevisan. Nel 1727 pubblicò a Verona l'opera Trattato della pratica di Geometria in cui oltre i principj di essa vi sono molti insegnamenti, che ebbe un ampio successo tanto da vantare ben nove ristampe. Altri suoi scritti degni di nota sono: Notizie delle due antichissime chiese di S. Pietro e di S. Silvestro di Nogara e Liber de Antiquitate Zavarisiorum Veronae.
Dopo una breve malattia, si spense il 20 febbraio 1731 nella parrocchia dei SS. Apostoli presso la sua città natale.